# 大潘塔努
大潘塔努是巴西南大河州的一个市镇。总面积847.613平方公里，总人口9816人，人口密度11.6人/平方公里。